# Tofiłowce
Tofiłowce (do 2004 roku Dubicze-Tofiłowce) – wieś w Polsce położona w województwie podlaskim, w powiecie hajnowskim, w gminie Dubicze Cerkiewne.
W latach 1975–1998 miejscowość administracyjnie należała do województwa białostockiego.
Prawosławni mieszkańcy wsi należą do parafii Opieki Matki Bożej w Dubiczach Cerkiewnych, a
wierni kościoła rzymskokatolickiego należą do parafii św. Zygmunta w Kleszczelach.

## Historia
Nazwa Tofiłowce wywodzi się od szlachcica Teofila Brzozowskiego (gwarowo Tofiła), podstarościego brańskiego w latach 1559-67 i podkomorzego bielskiego w latach 1561-64. W 1773  roku zamieszkujący Grabowiec starosta korytnicki Tomasz Węgierski kupił lub wydzierżawił od Józefa Lewickiego, rotmistrza wojsk litewskich, dobra Dubicze i Dubicze-Tofiłowce. W 1803 roku majątek Dubicze-Tofiłowce wraz z młynem Lachowszczyzna za 6 tys. talarów od Józefa Lewickiego kupił Teodor Węgierski, gdzie gospodarzył wraz z synem Konstantym. Teodor Węgierski w 1819 roku przekazał Tofiłowce w całości synowi, który, po jego śmierci sprzedał je w 1832 roku. Nowymi właścicielami zostali Feliks Ślepowroński i Józef Zawadzki. 
Do 1808 roku właścicielem pobliskich Dubicz Murowanych był starosta narewski Jan Węgierski z Dzięciołowa. W tym roku kupił je Jan Budziszewski. W 1825 roku sąd bielski przywrócił Węgierskim prawa do wsi Hoźna i Dubicze Murowane, w związku z niewywiązaniem się przez Budziszewskich z zapłaty pełnej należności.
Wieś w 2011 roku zamieszkiwało 135 osób.